# Paden'ga
La Paden'ga (in russo Паденьга?) è un fiume della Russia europea, affluente di sinistra della Vaga, nel bacino della Dvina settentrionale. Scorre nell'Oblast' di Arcangelo, nel rajon Šenkurskij.

## Descrizione
La sorgente del fiume si trova nell'estremo ovest del distretto Šenkurskij al confine con il distretto Pleseckij. Prima scorre a sud, poi a sud-est fino al villaggio di Kerzen'ga, dove gira a est. Nella parte superiore, la larghezza del canale è ridotta (fino a 20 m), le sponde sono alte, in certi punti ripide. Nella parte centrale, la larghezza del canale aumenta a 30-40 m. Il fiume entra in una pianura alluvionale larga fino a 2 km che si espande nel basso corso dove il canale si snoda fortemente, formando lanche, e raggiungendo i 100 m di larghezza. Sfocia nella Vaga a 188 km dalla foce. Ha una lunghezza di 169 km, il suo bacino è di 1 040 km². Piccoli insediamenti sono raggruppati nel medio corso del fiume. 
La Paden'ga attraversa la strada M8 «Cholmogory» a 2 chilometri dalla foce. 